# 若松県
若松県（わかまつけん、旧字体：若松縣）は、日本にかつて存在した県。主な管轄領域は、現在の福島県の会津地方および新潟県の東蒲原郡であった。県庁所在地は若松城（現在の会津若松市）。
1869年（明治2年）6月に、会津藩の領地であった岩代国の西部（会津）および越後国の一部などを管轄するため、明治政府によって設置された。
1876年（明治9年）8月21日、若松県は福島県に合併されて廃止された。

## 沿革

### 近代以前
若松県の主な領域であった会津地方および東蒲原郡は、江戸時代において会津藩が統治していた。

### 設立
1868年（慶応4年・明治1年）9月、会津藩は戊辰戦争における会津戦争に敗北して、明治政府軍に降伏した。明治政府は会津藩の領地をすべて没収し、政府の直轄地域として、同年11月までに若松・津川・小田付・坂下・野沢・猪苗代の各町に『民政局』を設置した。
なお、旧会津藩の支配者層は陸奥国の下北半島（現在の青森県の東北部。本州の最北端）へと転封されて移住を余儀なくされ、斗南藩と名乗った。
1869年（明治2年）6月、各民政局の統廃合によって若松県が発足した。

### 領地の整理

#### 蒲原郡の移管
会津藩の領地は会津地方のほかに越後国の蒲原郡にも存在していたが、大部分が越後府（のち新潟府→第1次新潟県）、村上藩、黒川藩、三日市藩、新発田藩、村松藩など（いずれも後に新潟県へ編入）に移管された。ただし、会津藩がほぼ全域を所有していた東蒲原郡は、そのまま若松県の一部となった。

#### 飛地領の移管
また、飛地領として、越後国の岩船郡（現在の新潟県北部）や、河内国（現在の大阪府の東部）や和泉国（現在の大阪府の南西部）にも会津藩の領地が点在していた。それらのうち越後国の岩船郡の領地は村上藩へ、河内国の河内郡・讃良郡・茨田郡・交野郡・若江郡の飛地領は河内県へ（のち堺県に編入）、和泉国の日根郡の飛地領は堺県へ、それぞれ移管された。
和泉国南郡の飛地領は当初は若松県の管轄であったが、1871年（明治4年）に廃藩置県による府県の再編によって堺県に編入された。

#### 安積郡11村の編入
ほか、1872年（明治5年）、福島県（第2次福島県。現在の『福島県』とは異なり、当時は中通りのみを管轄した）の安積郡のうち、猪苗代湖の南に位置する11の村が、若松県へと移管された。これらの地域の住民にとっては、福島県庁のある福島（現在の福島市）よりも、若松県庁のある若松（現在の会津若松市）のほうが圧倒的に近く便利であるため、所属県の変更を希望して大蔵省へと要求を行って実現させた。
なお、これらの地域は過去に江戸時代においても、住民の訴状によって二本松藩から会津藩へと所属を変更したことがあったという。

### 福島県へ編入
そして、1876年（明治9年）8月21日、第2次府県統合によって若松県と福島県（第2次）および磐前県が合併して新たな『福島県』となり、若松県は廃止された。

### 分県運動と失敗
上記のとおり若松県は1876年をもって福島県の一部となり消滅したが、旧若松県民であった会津地方などの住民にとっては、県庁所在地が会津盆地の中にある若松から、奥羽山脈を越えた遠方にある福島へと変わったことで大きな不便と衰退をきたした。
これらの理由から、1881年（明治14年）、「若松県を福島県から再び独立させるべきだ」とする分県運動が起こった。大日本帝国の政府も当初はそれを承認し、1882年（明治15年）には『会津県』の再編成を計画した。
しかし、政府はのちに計画を撤回し、若松県または「会津県」は独立することなく、福島県として留め置かれた（詳細は『分県運動』節で後述）。
この運動を抑えるため、1887年（明治19年）5月25日、旧若松県のうち福島県庁から特に遠かった東蒲原郡が、新潟県へと編入された。
その後、分県は実現することなく、かつて若松県であった領域はそのまま福島県および新潟県の一部として現在に至る。

## 分県運動

### 背景
若松県の主たる領域であった会津地方は、周囲を奥羽山脈と越後山脈に囲まれた盆地である。現在でも福島県内の地域分類では、太平洋と阿武隈山地に挟まれた『浜通り』、阿武隈山地と奥羽山脈に挟まれた『中通り』と、この『会津』と、大きく3つに区別しており、これら3つの地域はそれぞれ独自の歴史・文化をもつ。
若松県が発足する直前の江戸時代においても、会津および東蒲原郡は会津藩が一体として統治しており、中通りや浜通りは別の藩（二本松藩、白河藩、磐城平藩、相馬中村藩など）が統治していた。
しかし、上述のように1876年に若松県が福島県・磐前県と合併されたことで、会津・中通り・浜通りはまとめて単一の県として管轄されることになった。

### 全国の分県運動
当時、全国的に府県を合併することが盛んに行われた。1871年7月の廃藩置県の当初には305もあった府県が、その3ヶ月後には第一次府県統合によって75へ減らされ、1876年には第二次府県統合によって38にまで削減された（若松県もこのとき廃止）。これは現行の46都府県よりも8県少ないものであった。
しかし、この38府県への統合によって廃止された諸県では、住民の不満が噴出していた。予算の配分が各地域で不公平であることや、地理的利害が不一致なこと、そして県庁までの距離が増大したことによる交通の不便、さらに県庁や官庁を失ったことによる経済的衰退などが訴えられた。それらの住民は「再び県を独立させよ」という分県運動を起こした。
結果、それらの住民による分県運動は中央政府にも認められ、1880年（明治13年）から1888年（明治21年）までに8つの県が独立・復活した。次にそれらの例を示す。
| 県名   | 編入先の府県    | 復活した年度 |
| ------ | --------------- | ------------ |
| 徳島県 | 高知県          | 1880年       |
| 鳥取県 | 島根県          | 1881年       |
| 福井県 | 石川県と滋賀県  | 1881年       |
| 富山県 | 石川県          | 1883年       |
| 佐賀県 | 三潴県 → 長崎県 | 1883年       |
| 宮崎県 | 鹿児島県        | 1883年       |
| 奈良県 | 堺県 → 大阪府   | 1887年       |
| 香川県 | 名東県 → 愛媛県 | 1888年       |

### 会津の分県運動
上述のような地域と同様、廃止された旧若松県の住民たちも不便を訴え、分県運動を行った。
運動の中心となったのは若松町内の有力商人であり、『会津帝政党』などの旧藩士族層によって担われたとみられる。
運動の動機には、戊辰戦争の敗北後における会津の深刻な政治・経済状況があった。商況の不振から、道路の開墾や、在来産業の発展、山林の維持などが福島県議会で訴えられた。これら困難な地域問題に対して、一つの県として自立することで、独自の財政基盤によって地域産業（漆器・陶磁器・絹織物業など）の育成を目指した。

#### 建白書
1881年（明治14年）10月5日、北会津郡面川村の平民であった加藤正記は、次のような内容の『若松県分県建白書』を政府の参議（大隈重信か）へ提出し、分県を訴えた。
- 今年は明治天皇による地方巡幸の年であり、親王の有栖川宮熾仁が猪苗代湖の疏水工事の視察で当地を訪れる。その意思は治績を検校し、民情を視察することにある。
- 若松の地は重嶺で四境を囲まれ、その地勢と民情はほとんど一つの国のような状況である。
  - かつて若松県・福島県・磐前県が3県に分かれていたように、行政区画はその地勢に基づいて成立すべきである。
  - なのに、明治9年にはそれら3県が合併されて1つの県とされた。
- 会津は道路が険悪で、舟車の便がない。交際が開けず、人民は固陋である。戊辰戦争の戦火で市は蕩尽にあり、惨状を極め、民力は愈々萎靡して、しかして振るわない。
  - 若松県が明治9年に廃止されて以来、民俗はますます頑陋に陥り、進取の気力に乏しく維持の精神なく、工業が振るわず、物産が起こらない。学事は漸く廃し、道路はますます壊れ、金融は日に壅塞し、百事が月に委廃し、若松市中は寂しく、雀羅を設けるほどである。
  - 三県合併後の福島県議会では、会津地方からは二、三の代議士を県議会においてこれを究議極論するといっても、あるいは少数にして消滅し、あるいは多数に圧倒されて、その意志を果たせない。会津と中通り・浜通りとは利害が異なり、会津の利害は『福島県』では反映されない。
  - これら地勢と民情の理由から、産業発展の糸口として、行政区域の自立である分県政策を要求する。
- 会津は田園およそ30万石以上で、戸数は4万にのぼり、人口は20万に下らない。
  - 徳島県や福井県や鳥取県も一度は合併されて廃止されたが、住民の分県運動によって復活した。同様に会津も分県されるべき正当性がある。

この建白書に続いて、同様の内容の建白書が同年から2年後にかけての5度にわたり、会津地方の住民らによって参議の大隈重信や内務卿の山田顕義、元老院議長の佐野常民へ提出された。

#### 報道
また、同年11月15日には東京のマスメディア『朝野新聞』が、次のように報道した。
- 福島県下会津地方の人々は近頃、鳥取・福井など諸県が新設になったことを聞き伝え、「我々が地方としても素より山中別乾坤の有様をなし、福島・磐城とは風俗・慣習なども自ら異なるのに、この地方と一様に支配されることは甚だ不便利ゆえ、この地方も福島県管轄を離れ、新県を設けてほしい」ことをその筋へ願い出ようということで、昨今しきりに評議中の由。

続いて11月26日には、『東京経済雑誌』も、建白運動の様子を次のように伝えた。
- 本年6、7月の頃より再び同地の中村・二瓶・山寺・森・佐藤らの諸氏が首唱となり復県の請願をしたならば、若松人民の幸福なる理由を説いたところ、たちまち多くの同意を得た。
- これよりまたまた奮発し、旧会津6郡の人民は団結して各群総代を選び、近々地方庁を経て内務卿へ請願しようと決したという。

なお、この分県運動は自由民権運動との関連は特に確認されていない。会津・喜多方の民権家である原平蔵が自由党会津部に宛てた報告では、民権家の花香恭次郎は分県運動に良い印象を持たなかったという。報告は次のようであった。
- 昨11日、高田を発し花香一同は若松に着いた。同地の形況を視察するに、当時復権論が熾んの勢いにして、兎角都合悪い形にあった。そのため、花香も一時当惑の模様も見えた。

### 政府の反応
1883年（明治16年）6月5日の森惣兵衛が内務卿へ提出した建白書『乍恐以郵便奉内願書』では、分県問題および会津三方道路開墾事業に関する、福島県令（県知事）の三島通庸とのやりとりが記録されている。
旧若松県の住民らは、1881年12月から「そもそも当地方6郡および安積郡のうち8箇村は、福島・磐城地方と土地・人情を異にし、および県庁が遠隔」などの理由によって三島へ『若松県復置ノ儀』を請願したが、三島から「明治15年2月詮議に及び難き旨」として却下されていた。
しかし、住民らは「民情止むを得ざる」ために再び請願した。これに対し、三島は建白者へ次のような説得を行った。
- 「県庁増置の儀は全国一般に難相成」と内閣で決議されており、分県は許可されない。
- その代わりに、道路開墾をはじめ堤防・物産などに至るまで保護に尽力する。

## 年表
- 1868年（明治元年）
  - 9月22日 - 会津戦争で会津藩が新政府軍に降伏し、領地を没収される。
  - 10月1日 - 旧会津藩領に若松をはじめとする各民政局を設置。
- 1869年（明治2年）5月4日 - 若松民政局を廃し、若松県を設置。
- 1871年（明治4年）11月22日 - 第1次府県統合により和泉国南郡の飛地領を堺県に編入。
- 1876年（明治9年）8月21日 - 第2次府県統合により福島県に合併。同日、若松県は廃止。

## 統計
1875年（明治8年）11月、若松県は現在の県政要覧にあたる『若松県一覧概表』を発行した。内容には官庁位置・管轄区域・学区・戸籍・通運会社・名山・温泉・産物・民費などが記載されており、次のような記録が確認できる。
- 県庁 - 若松郭内一之丁[1]
  - 支庁 - 会津郡田島・蒲原郡津川[1]
  - 出張所 - 大沼郡西方・耶麻郡小荒井・耶麻郡猪苗代[1]
- 町数・村数
  - 総計 - 87町・1,110村[1]
  - 岩代国のうち
    - 会津郡 87町・309村[1]
    - 大沼郡 161村[1]
    - 河沼郡 248村[1]
    - 耶麻郡 311村[1]
    - 安積郡のうち 11村（残部は二本松藩領）

  - 越後国のうち
    - 蒲原郡のうち 70村[1]

  - 和泉国のうち
    - 南郡のうち 4村（1871年まで）
- 人口 - 男108,849人・女103,203人[1]
- 戸数 - 40,522戸[1]

## 歴代知事
- 1869年（明治2年）5月4日 - 1869年（明治2年）8月27日 ： 知事・林兼善（前福島県知事、元徳島藩士）
- 1869年（明治2年）8月27日 - 1871年（明治4年）7月3日 ： 知事・四条隆平（公家）
- 1871年（明治4年）7月3日 - 1871年（明治4年）8月4日 ： 不在
- 1871年（明治4年）8月4日 - 1871年（明治4年）11月2日 ： 知事・鷲尾隆聚（前五條県知事、公家）
- 1871年（明治4年）11月2日 - 1871年（明治4年）11月27日 ： 権令・鷲尾隆聚
- 1871年（明治4年）11月27日 - 1873年（明治6年）5月30日 ： 県令・鷲尾隆聚
- 1873年（明治6年）5月30日 - 1874年（明治7年）9月3日 ： 権令・沢簡徳（前福岡県権令、元幕臣）
- 1874年（明治7年）9月3日 - 1876年（明治9年）5月20日 ： 県令・沢簡徳
- 1876年（明治9年）5月20日 - 1876年（明治9年）5月22日 ： 不在
- 1876年（明治9年）5月22日 - 1876年（明治9年）8月21日 ： 県令・岡村義昌（元鶴舞藩士）